# Lobbies
|  | Denne artikel er oprettet af botten PalnaBot ud fra en ekstern database. Den kan derfor have sproglige fejl eller mangler. Denne skabelon kan fjernes efter kontrol af indholdet. |

Lobbies er en dokumentarfilm instrueret af Asta Meldal Lynge efter eget manuskript.

## Handling
Offentligt og privat rum, såvel som interiør og eksteriør flyder sammen i Asta Meldal Lynges studie af lobbyen som arkitektonisk (og perceptuelt) fænomen. Lobbyen er et "mellemrum" og et transitsted, der er defineret netop ved sin flygtighed og fravær af en egen identitet. Og på baggrund af optagelser fra London og New York undersøger Meldal Lynge oplevelsen af moderne bymiljøer set gennem en kameralinse. Lobbyernes transparente overflader og uendelige spejlinger skaber en svimlende erfaring af det urbane byrum i et slags tidsligt loop, hvor nuet reproduceres i det uendelige. Man er aldrig helt sikker på om noget af det man ser er reelt eller blot en spejling - et slags urbant fata morgana - i en film, der undersøger menneskets færden i modernistiske bylandskaber af glas, stål og beton.